# Cecilio Andresen
Cecilio Andresen (* 2011) ist ein deutscher Kinderdarsteller. Bekannt wurde er durch seine Hauptrolle im Kinofilm Wochenendrebellen (2023), in dem er einen autistischen Jungen verkörpert.

## Leben und Karriere
Andresen gab sein Schauspieldebüt 2020 in einem TV-Werbespot für ein Online-Lernspiel.
2023 übernahm er die Hauptrolle des Jason in der Tragikomödie Wochenendrebellen, basierend auf dem autobiografischen Buch von Mirco und Jason von Juterczenka. Der Film wurde von Marc Rothemund inszeniert und feierte im September 2023 Premiere.
Im selben Jahr spielte er die Rolle des entführten Johannes Erlemann im Fernsehfilm Entführt – 14 Tage Überleben.
2025 wird er in der Rolle des Luca Zelle im Tatort: Dunkelheit zu sehen sein.

## Filmografie (Auswahl)
- 2022: Franky Five Star
- 2023: Wochenendrebellen
- 2023: Entführt – 14 Tage Überleben
- 2024: Donner (Kurzfilm)

## Auszeichnungen
- Lobende Erwähnung für seine Darstellung in Wochenendrebellen durch Kritiker und Medien[5]